# Хыонг
Хыо́нг (вьет. Sông Hương, вьет. Hương Giang, известна также как Арома́тная река́) — река в город Хюэ центрального Вьетнама.

## Происхождение названия
Осенью цветы из фруктовых садов, расположенных вверх по течению от города Хюэ, падают в реку. Эти цветки придают реке приятный аромат. Другая версия говорит в пользу растения аир, которое также произрастает в окрестностях реки. У аира душистый корень. И именно запах этого корня придаёт реке такой аромат.

## Исток и русло
Река образуется слиянием двух рек — Хыучать (Hữu Trạch) и Тачать (Tả Trạch), в 30 км от устья. Обе реки начинаются в горах Чыонгшон и сходятся в районе Бангланг.
Тачать (левый приток) начинается в горах Чыонгдонг и протекает на северо-запад до Бангланга. Более короткий Хыучать (правый приток) протекает мимо переправы Туан до Бангланга.
Река протекает в направлении юг-север мимо замков[каких?] и затем поворачивает на северо-запад, протекая по равнинам Нгуетбьё и Луонгкан.

## Гидрология
Длина реки составляет 104 км, территория водосборного бассейна — 2830 км².
Крупнейшими притоками реки являются Бо (длина — 94 км, площадь бассейна — 938 км²), Хыучать (длина — 51 км, площадь бассейна — 729 км²), Ca Rum Ba Ram (длина — 29 км, площадь бассейна — 219,3км²), Khe Co Moc (длина — 18 км, площадь бассейна — 88,3 км²) и Khe Hai Nhut (длина — 15 км, площадь бассейна — 75,3 км²).
На 2004 год 42,7 % бассейна реки занимали леса, 10,3 % — рисовые поля, 5,91 % — прочие сельскохозяйственные земли. Основными породами в бассейне реки являются песчаный суглинок, сланец, песчаник, андезит, конгломерат, аргиллит и известняк. Более 80 % бассейна лежит на высотах 200—1708 м.
Среднегодовая норма осадков в районе реки составляет около 2833,5 мм в год (Хюэ). Среднегодовой расход воды составляет 198 м³/с, максимальный зарегистрированный — 1330 м³/с. Бассейн реки является самым дождливым во Вьетнаме.
Во второй половине XX века крупнейшие наводнения на реке происходили в 1953, 1983, 1984, 1996, 1998, 1999 и 2000 годах.

## Население
На территории бассейна реки проживает около 660 тыс. человек (1999 год).
Местные жители, обитающие в окрестностях реки, довольно бедны. Одно из занятий местного населения — сбор песка со дна реки. После сбора этот песок сдаётся за бесценок производителям цемента.

## В искусстве
- Основная часть действия фильма «Цельнометаллическая оболочка» происходит у этой реки